# Il Redentore
Il Redentore är en kyrkobyggnad i Venedig, helgad åt Frälsaren. Kyrkan, som är belägen på ön Giudecca, är ritad av Andrea Palladio.
Il Redentore uppfördes på uppdrag av senaten som votivkyrka efter den pest som härjat Venedig mellan 1575 och 1576.
Palladio använder sig i fasaden av ett triumfbågemotiv, vilket han även gjorde i San Francesco della Vigna. Interiören hyser verk av bland andra Tintoretto, Paolo Veronese, Francesco Bassano och Alvise Vivarini.

## Bilder
| - Kyrkans grundplan. - Kyrkans fasad. - Alvise Vivarini – Jungfrun tillber det sovande Jesusbarnet. - Paolo Veronese – Kristi dop. |